# Haus Richter
Haus Richter, auch Winzerhaus Grafe, ist ein ehemaliges Winzerhaus in der Lößnitz, es steht im Radebeuler Stadtteil Niederlößnitz in der Winzerstraße 82. Es ist nach den Gebrüdern Richter benannt, die es um 1925 besessen haben.

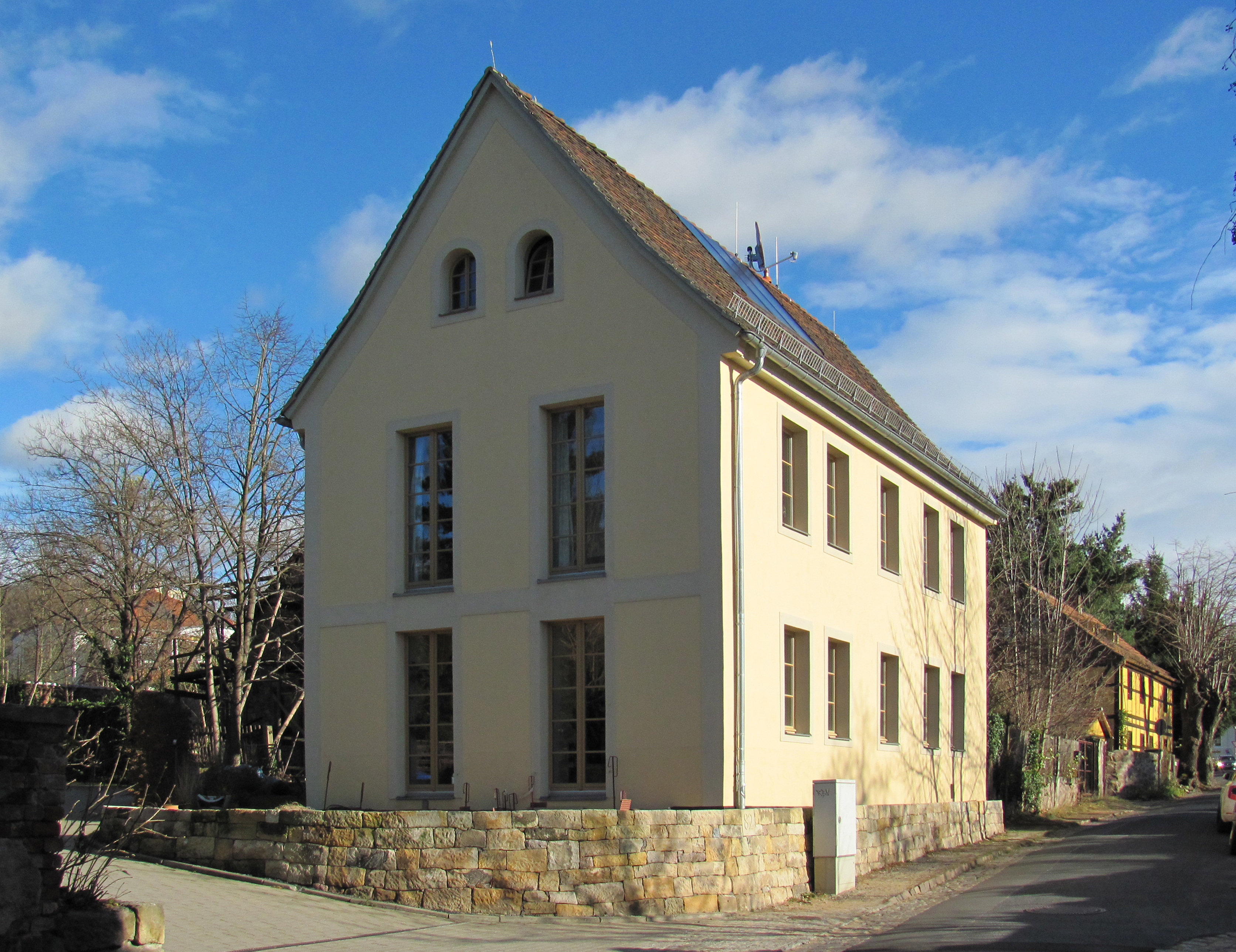
Haus Richter nach der energetischen Sanierung; dahinter Haus Stephani

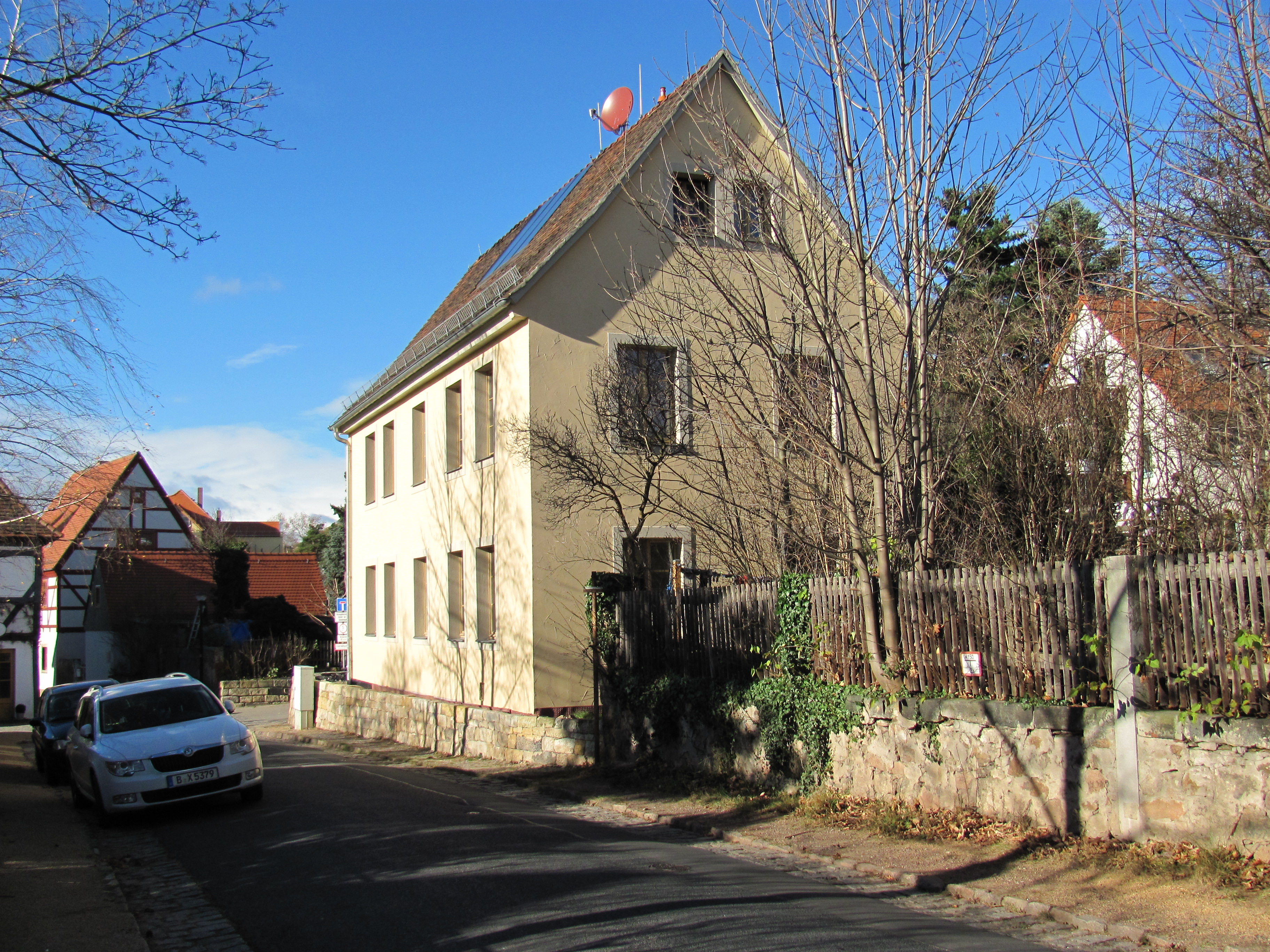
Haus Richter; links Haus Lotter und das Winzerhaus Beuhnsches Gut

## Beschreibung
Das ehemals denkmalgeschützte Wohnhaus wurde vermutlich im Jahr 1749 erbaut, wie einem Wappen mit Jahreszahl zu entnehmen war, das sich bis in die 2000er Jahre am Westgiebel des baufälligen Hauses erhalten hatte.
Das zweigeschossige massive Gebäude steht, nur wenig aus der Straßenflucht herausgerückt, mit seinem Satteldach traufständig auf der Hangseite der Winzerstraße, nicht weit entfernt von Haus Lotter. Der gesamte Bau ist heute verputzt.

## Geschichte

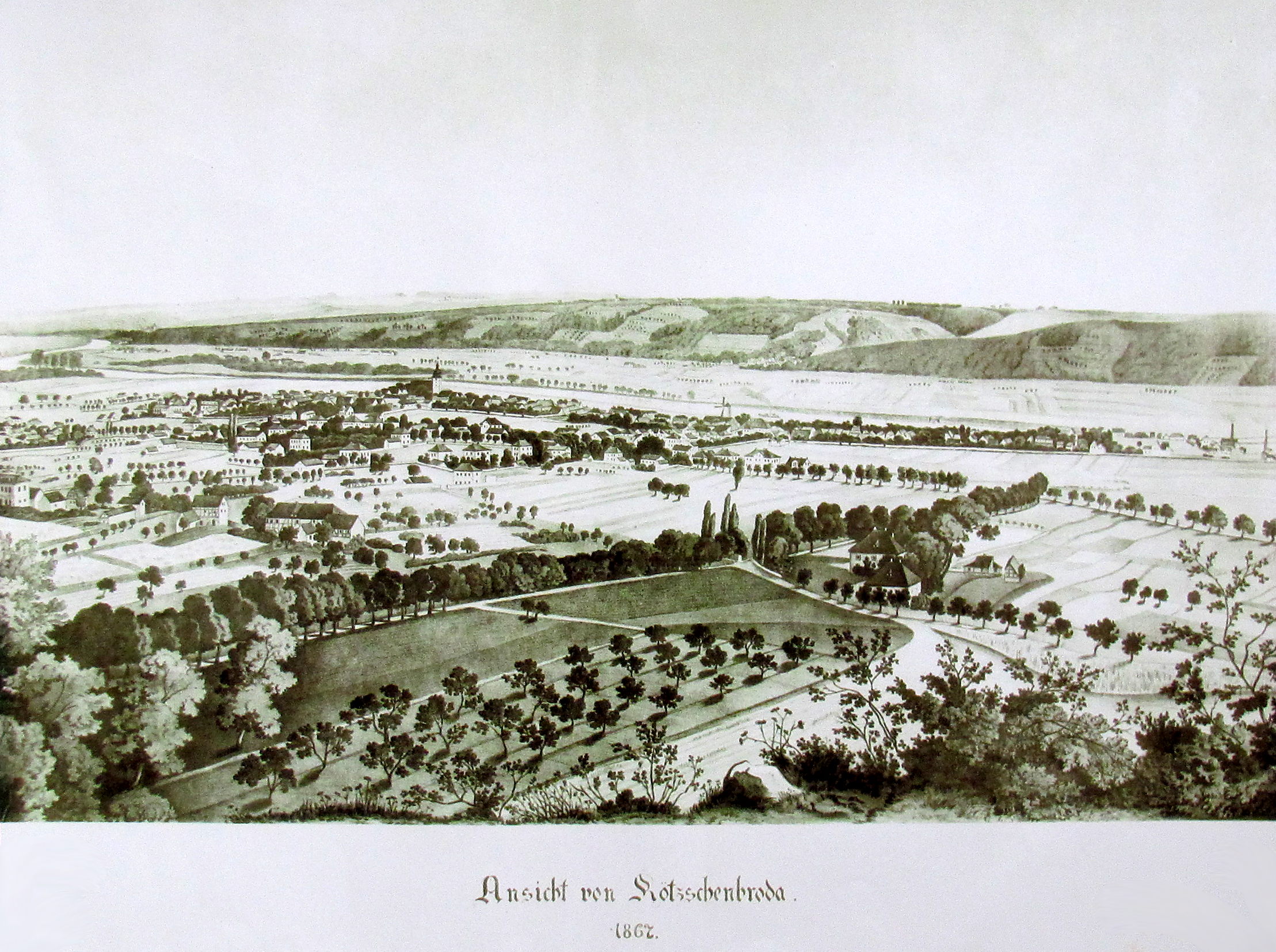
Ansicht von Kötzschenbroda. 1867. Zeitgenössische Lithografie. Haus Lotter und die beiden gegenüberliegenden Winzerhäuser befinden sich auf halber Höhe, bei etwa einem Viertel von links.

Lage von Haus Lotter (rot eingefärbt) im Weinberg, 1857. Haus Richter oberhalb. Rechts unten der Bahnhof Kötzschenbroda. Ausschnitt aus dem Manöver-Plan für die Königl. Sächs. Truppen bei Dresden im Jahre 1857.

Nachdem das teilunterkellerte Winzerhaus vermutlich um 1749 erbaut war, wird als erster namentlich bekannter Besitzer Martin Grafe genannt, der das Weinbergsanwesen 1787 erwarb. Das Haus erhielt 1830 auf der Nordseite einen eingeschossigen Anbau. Um 1850 musste der Westgiebel massiv erneuert werden, während die aus Fachwerk errichteten Traufseiten des Obergeschosses sowie des östlichen Giebels durch Bretterverschalung geschützt waren.
Im Jahr 1897 verkaufte die Familie Grafe, in deren eigenem oder verwandtschaftlichem Besitz wohl auch das östlich benachbarte Haus Stephani (Zimmermann Julius Grafe) war, den Besitz an den Tischlermeister August Richter, dessen Erben ihn bis 1960 halten konnten. Während dieser Zeit, im Jahr 1925, ließen die Gebrüder Richter den nördlichen Anbau aufstocken und mit einem Mansarddach versehen. Ab den 1980er Jahren setzte der Verfall ein, der die Substanz des unbewohnten Hauses stark schädigte.
Ende der 2000er Jahre wurde das verfallene Haus Richter durch neue Eigentümer übernommen, die es von Grund auf als modernes Niedrigenergiehaus mit alter Kubatur wiedererrichteten. Dabei verschwand auch der Anbau auf der nördlichen Seite. Das Gebäude wurde inzwischen aus dem Denkmalschutz entlassen und war in der Liste von 2012 nicht mehr aufgeführt.